# Wolfgang Weese
Wolfgang Gustav Julius Weese (* 7. Januar 1890 in Karlsruhe; † 12. November 1961 in Haid Oberbayern) war ein Generalleutnant der deutschen Luftwaffe im Zweiten Weltkrieg.

## Leben
Er war der Sohn des späteren preußischen Generalleutnants Paul Weese (1855–1929).
Weese trat am 13. März 1909 als Fähnrich aus dem Kadettenkorps kommend in das 5. Badische Infanterie-Regiment Nr. 113 der Preußischen Armee ein, wurde am 27. Januar 1910 zum Leutnant befördert und bis Ende September 1912 als Kompanieoffizier verwendet. Anschließend diente er in selbiger Position bis Ende Juni 1914 im 1. Badischen Leib-Grenadier-Regiment Nr. 109. Danach ließ sich Weese bis Mitte Oktober 1914 in der Fliegerschule Halberstadt und Schwerin sowie in der Fliegerersatzabteilung 1 zum Flugzeugführer ausbilden. Vom 15. Oktober bis zum 2. Dezember 1914 war Weese als Flugzeugführer bei der Feldfliegerabteilung 40 eingesetzt. Im Anschluss hieran erfolgte bis zum 18. Januar 1915 seine Verwendung im Armeeflugpark 4, später im Armeeflugpark 2. Vom 19. Januar 1915 bis zum 25. August 1916 war Weese (seit 15. Februar 1915 Oberleutnant) erneut als Flugzeugführer in der Feldfliegerabteilung 32 eingesetzt sowie anschließend bis 20. August 1916 im Kampfgeschwader 3 (England-Geschwader) der Obersten Heeresleitung. Vom 21. August bis zum 6. Oktober 1916 fand er kurzfristig Verwendung bei der Fliegerersatzabteilung 8. Im Anschluss hieran kehrte er als Flugzeugführer zum Bombergeschwader III zurück und wurde am 16. September 1917 zum Hauptmann befördert. Am 6. Juni 1918 geriet Weese in französische Kriegsgefangenschaft, die bis Februar 1920 andauerte. Eine weitere Verwendung in der Fliegertruppe erfolgte nicht mehr, so dass Weese das Kürzel z.V. führte. Vom März bis zum 9. Oktober 1920 war er im Reichswehrministerium Abteilung T 3 (Truppenamt) eingesetzt, wo er als Hauptmann aus dem aktiven Dienst ausschied.
Vom 25. Mai 1925 bis zum 21. August 1933 nahm Weese eine Tätigkeit in der zivilen Luftfahrt wahr. Zum 22. August 1933 wurde er als Angestellter der im geheimen Aufbau befindlichen Luftwaffe reaktiviert und arbeitete bis Ende Januar 1934 bei der Inspektion der Fliegerschulen im Reichsluftfahrtministerium. Von Februar bis Juni 1934 war Weese als Major beim Kommando der Fliegerschulen in Berlin eingesetzt. Anschließend erfolgte bis Mitte Oktober 1934 seine Verwendung bei der Kampffliegerschule in Lechfeld. Nach einem Waffenlehrgang in Döberitz wurde Weese vom 15. Dezember 1934 bis zum 12. März 1936 an der Kampffliegerschule in Faßberg eingesetzt. Zwischenzeitlich hatte man ihn am 1. Dezember 1935 zum Oberstleutnant befördert. Als solcher wurde Weese am 13. März 1936 zum Kommandeur der Flugzeugführerschule in Ludwigslust ernannt. Diesen Posten bekleidete er bis Ende Februar 1937. Anschließend stieg Weese zum Kommandeur der Flugzeugführerschule und der Fliegerersatzabteilung in Braunschweig auf, wo er am 1. März 1938 zum Oberst aufstieg. Vom 1. August 1938 bis Ende Februar 1939 agierte Weese als Kommandeur der Fliegerschule und Kommandeur der Fliegerersatzabteilung 6 in Münster.
Weese fungierte von März 1939 bis März 1940 als Kommandeur des Flieger-Ausbildungs-Regiments 24. Im Anschluss hieran erfolgte bis Ende August 1940 seine Verwendung im Stab der Luftzeuggruppe 7. Zum 1. September 1940 wurde Weese Kommandeur der Luftzeuggruppe 4, was er bis zum 17. August 1943 blieb. In dieser Funktion wurde er am 1. April 1943 zum Generalleutnant befördert. Anschließend war Weese Kommandeur der Luftzeuggruppe 3, deren Führung er bis zum 29. Februar 1944 innehatte. Vom 1. bis zum 6. März 1944 führte er für wenige Tage als Kommandeur die Luftgautruppen 3 (Umbenennung der Luftzeuggruppe 3), um danach in die Führerreserve des Oberkommandos der Luftwaffe versetzt zu werden. Hier wurde Weese zur Verfügung beim Flieger-Ersatzbataillon VII gehalten. Ein Einsatz erfolgte jedoch nicht mehr. Am 30. April 1944 schied Weese aus dem aktiven Wehrdienst aus.